# Channel Videodat

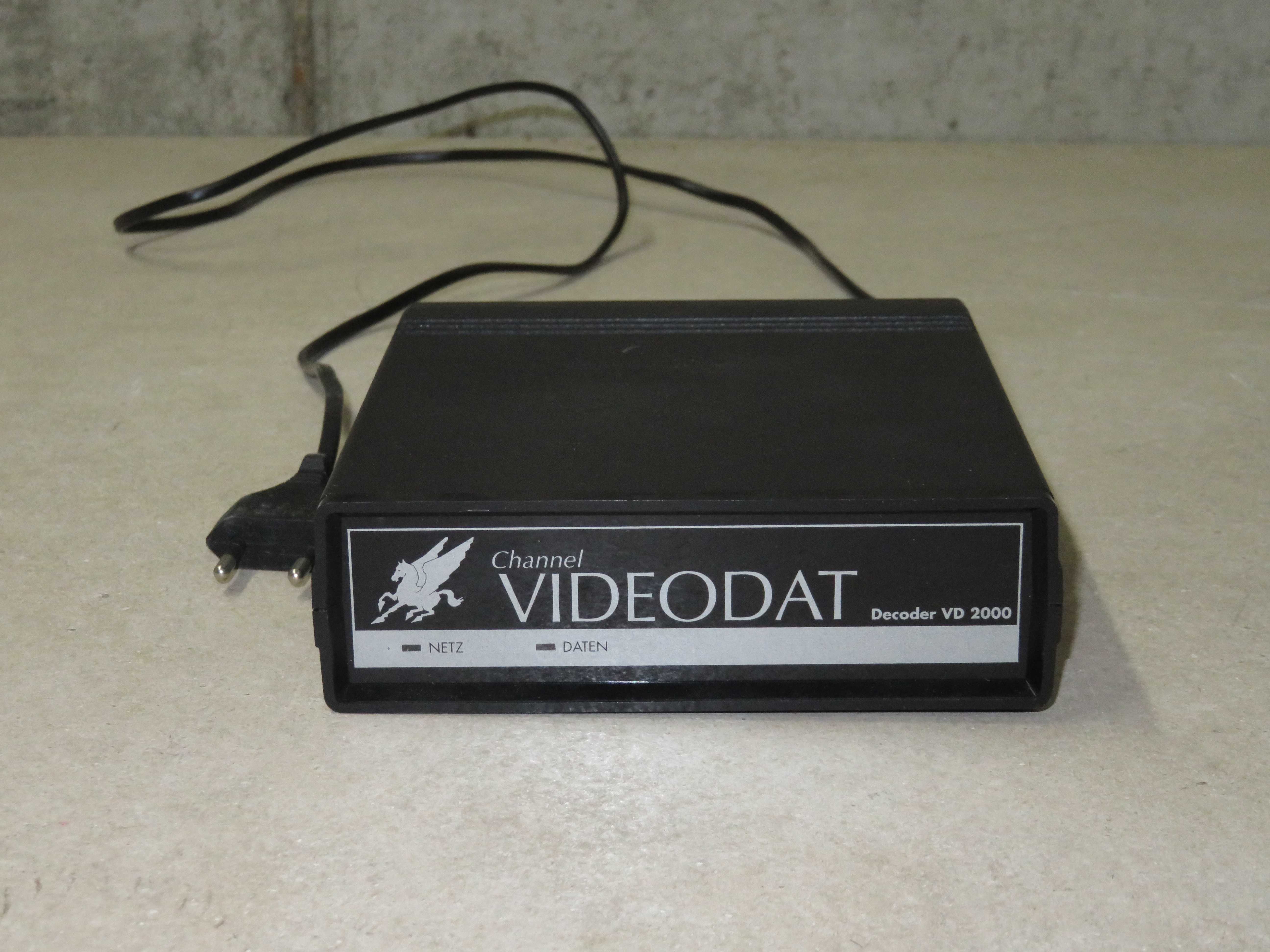
Channel Videodat Decoder VD 2000

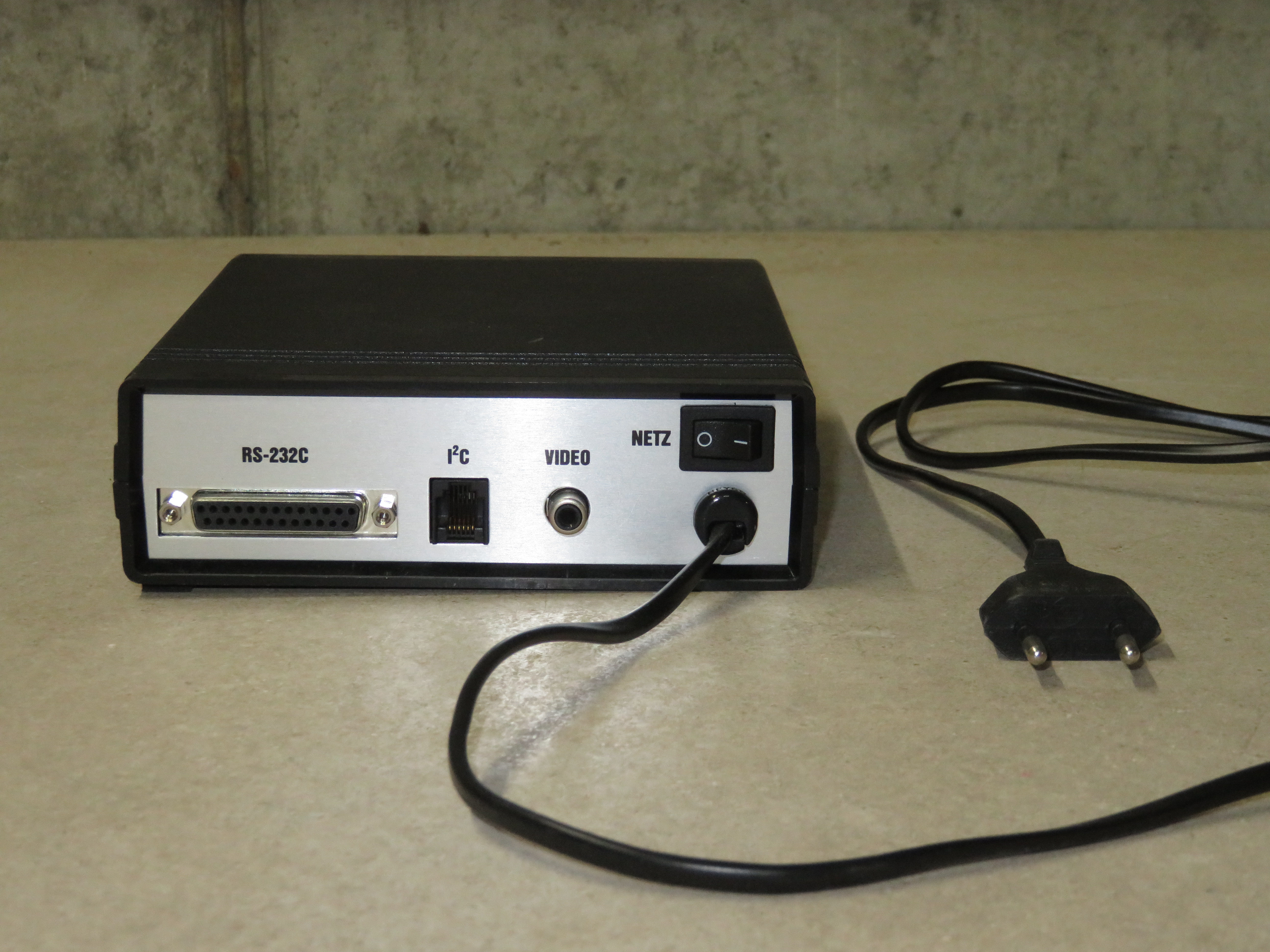
Rückseite des VD 2000 mit Anschlüssen für RS-232C, I2C und FBAS-Video

Channel Videodat war ein kommerzieller Datendienst des Fernsehsenders ProSieben (später VOX) aus dem Anfang der 1990er Jahre, welcher aus der von Michael Wiegand 1986 entwickelten Videodat-Technik des WDR Computerclub hervorging. Michael Wiegand bot im Rahmen seines Unternehmens Wiegand Video-Datensysteme die passenden Decoder an. Das Unternehmen Videodat Medien GmbH kümmerte sich um den Betrieb.
Durch Nutzung der Austastlücke in Fernsehausstrahlungen wurden über ein proprietäres Protokoll Dateien aller Art zum Download angeboten, was schneller als mit der damals üblichen Analogmodem-Technik möglich war (ca. 15 kbit/s) und vor allem im Gegensatz zu Modem-Übertragungen keine kostenpflichtige Telefonleitung belegte. Die Auswahl der zum Download verfügbaren Software wie Public Domain und Shareware-Programme war allerdings begrenzt und wurde zentral durch den Anbieter gesteuert. Je nach verwendetem Übertragungsmodus musste der Benutzer daher abwarten, bis „seine“ Datei ausgestrahlt wurde, und zum betreffenden Zeitpunkt seinen Satelliten- oder Kabelfernsehempfänger auf den Kanal einstellen, auf dem der Datendienst ausgestrahlt wurde.
Trotz dieser Einschränkungen war Channel Videodat für viele Anwender eine Alternative zum Analog-Modem, wenn es um den Download größerer Shareware-Programme ging, denn ISDN war noch wenig verbreitet, und Breitbandzugänge über DSL oder Kabelmodems in Deutschland noch nicht verfügbar.
Später erhielt das Programm für den Dienst eine grafische Oberfläche, und man war in der Lage, rund um die Uhr europaweit Bilder, Sounds, HTML-Seiten, Nachrichten (ddp), Treiber und Software zu empfangen; das nutzten erstmals dann auch die Medienkünstler Werner Kiera, Michael Wild von Hohenborn und Thilo Alt mit der Künstlergruppe MayaMedia zur Präsentation eigener Bildergalerien. Als Software wurden nicht nur Programme für Computer unter MS-DOS angeboten, sondern beispielsweise auch für den Atari ST.
Um die Entwicklung voranzutreiben, wurden viele der Dienste kostenpflichtig. Auch musste der Anbieter später auf den Sender VOX umziehen, als ProSieben die Austastlücke für ein eigenes Videotextangebot nutzten wollte.
Aufsehen erregte ein Zwischenfall im Mai 1994, als versehentlich eine Woche lang ein Entpackprogramm gestreamt wurde, das mit dem Computervirus Tremor infiziert war.
Ab 1994 sendete Channel Videodat auch Inhalte des FidoNet-Mailboxnetzes, was unter den Betreibern des Netzes zu heftigen Kontroversen bezüglich der kommerziellen Nutzung von FidoNet führte. Viele FidoNet-Nutzer versahen ihre Forenbeiträge mit Anhängen, die die Verbreitung über kommerzielle Datendienste ausdrücklich untersagten und gingen auch teils gerichtlich und auf dem Wege der Abmahnung gegen Channel Videodat vor.
Neben diesen Problemen begann auch der Geschwindigkeitsvorsprung von Channel Videodat durch die Entwicklung schnellerer Analogmodems (V.34) und die zunehmende Verbreitung von ISDN zu schwinden, so dass die erhofften Abonnentenzahlen nicht annähernd erreicht werden konnten. Weitere Gründe waren der geringe Zuspruch der kostenpflichtigen Dienste, die geringe Verbreitung von VOX und die wachsende Bedeutung des Internets.
Im Jahr 1995 meldete Channel Videodat mit etwa 60.000 registrierten Anwendern Konkurs an.
Der von Wiegand daraufhin gestartete Dienst Net On Air, der komplette Websites übertrug, die redaktionell aufbereitet wurden, kam niemals aus seiner Testphase heraus und scheiterte ebenfalls Ende der 1990er Jahre.